# Rohrbach an der Lafnitz
Rohrbach an der Lafnitz mit 2611 Einwohnern (Stand 1. Jänner 2025) ist eine Gemeinde im Gerichtsbezirk Fürstenfeld und im politischen Bezirk Hartberg-Fürstenfeld in der Steiermark in Österreich. Im Rahmen der steiermärkischen Gemeindestrukturreform wurde sie per 1. Jänner 2015 mit der Gemeinde Eichberg zusammengeschlossen, die neue Gemeinde führt den Namen Rohrbach an der Lafnitz weiter. Grundlage dafür ist das Steiermärkische Gemeindestrukturreformgesetz – StGsrG. Weiters wurde Rohrbach an der Lafnitz zum selben Termin um einen Teil der bis dahin bestehenden Nachbargemeinde Schlag bei Thalberg (ehemalige Katastralgemeinde Schlag und eine neue Katastralgemeinde in Rohrbach) erweitert.

## Geografie

### Geografische Lage
Rohrbach an der Lafnitz liegt im östlichen Joglland circa 13 km nördlich der Bezirkshauptstadt Hartberg. Die Gemeinde liegt an der Mündung des Limbachs in die Lafnitz.

### Gemeindegliederung
Das Gemeindegebiet umfasst folgende sieben Ortschaften (Bevölkerung Stand 1. Jänner 2025):
- Eichberg (414)
- Kleinschlag (146)
- Lebing (489)
- Limbach (378)
- Rohrbach an der Lafnitz (941)
- Rohrbachschlag (111)
- Schnellerviertel (132)

Die Gemeinde besteht aus sechs Katastralgemeinden (Fläche Stand 31. Dezember 2023):
- Eichberg (329,51 ha)
- Kleinschlag (470,59 ha)
- Lebing (517,98 ha)
- Rohrbach an der Lafnitz (205,88 ha)
- Rohrbach-Schlag (582,58 ha)
- Schnöllerviertl (529,78 ha)

### Nachbargemeinden

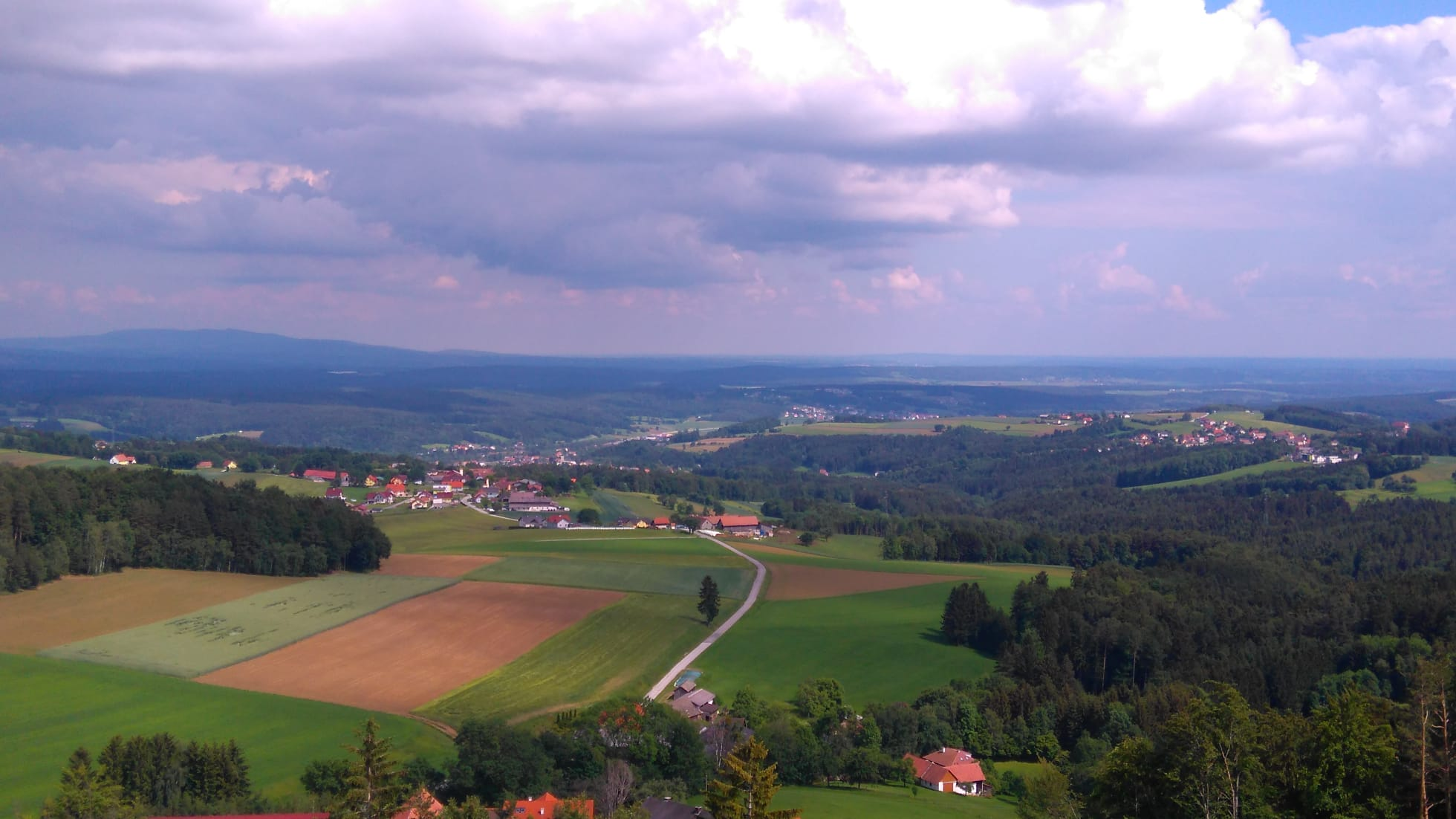
Panoramablick auf den Ortsteil Lebing

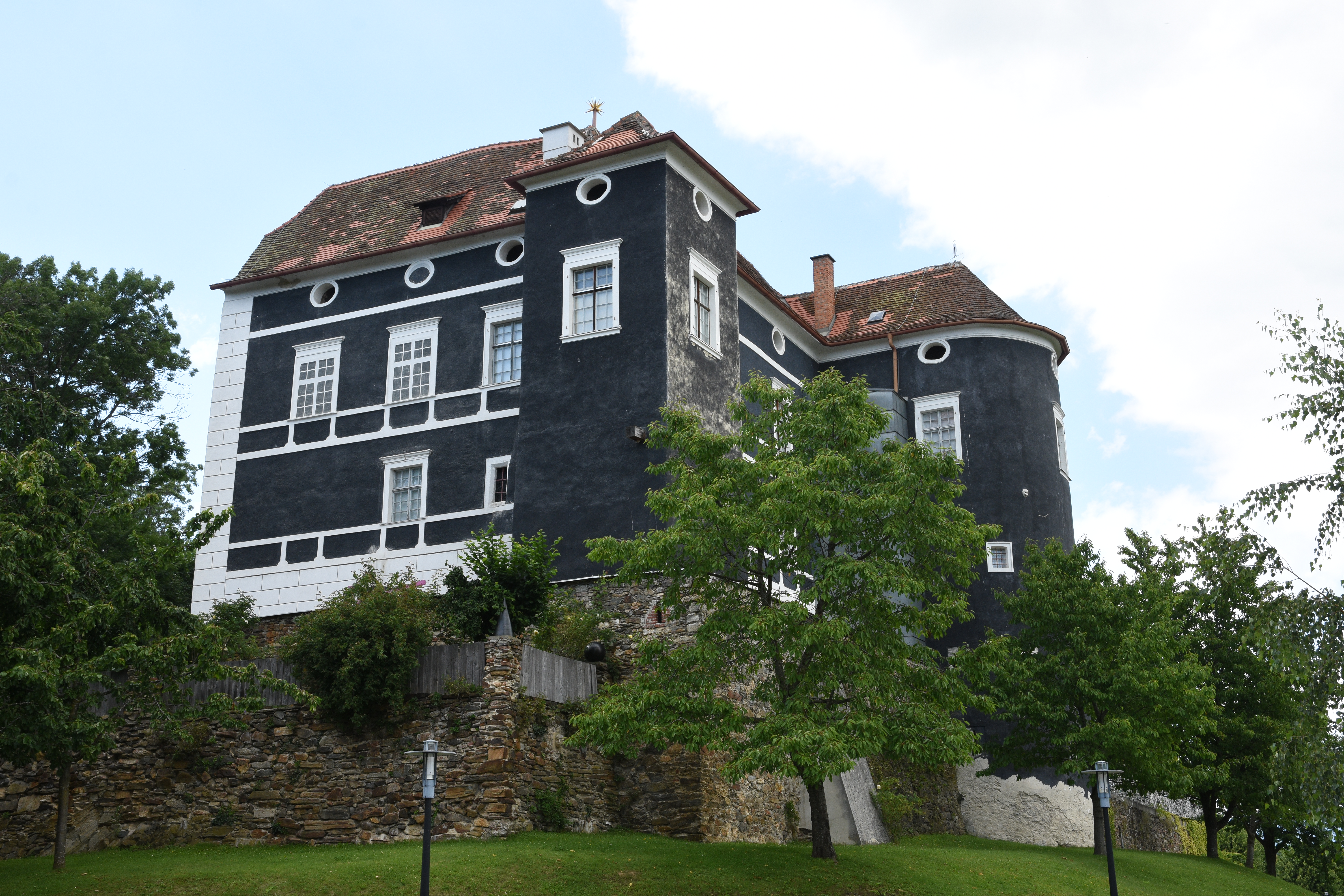
Schloss Aichberg

|                         | Sankt Lorenzen am Wechsel                   |                     |
| Vorau                   | Kompassrose, die auf Nachbargemeinden zeigt | Dechantskirchen     |
| Grafendorf bei Hartberg | Lafnitz Neustift (OW)                       | Grafenschachen (OW) |

## Geschichte
Rohrbach wird erstmals 1272 in der Chronik des Augustiner Chorherrenstiftes Vorau urkundlich erwähnt. Von Eichberg gibt es bereits aus dem Jahr 1250 einen Beleg, in dem Konrad von Eichberg als Zeuge genannt wird. Eine Befestigungsanlage entstand vermutlich um 1200 zum Schutz des Heiligen Römischen Reiches vor Einfällen aus dem Osten. Im Jahr 1378 ließ Wulfing von Aichberg die Schlosskapelle errichten. Da nach seinem Sohn die männliche Familie ausstarb, kamen Schloss und Güter durch Heirat an die Familie Welzer. 1412 kaufte der ehemalige Stubenbergische Dienstmann Seifried Steinpeiß das Anwesen und vergrößerte es. Nach finanziellen Schwierigkeiten durch Ertragsausfälle von den Türkeneinfällen erholte sich das Anwesen wieder und hatte 1566 nach einem Steuerbescheid 144 Untertanen und neun Diener und Dienerinnen. In der zweiten Hälfte des 16. Jahrhunderts wurde die Burg zum Schloss umgebaut. Bis 1768 blieb dieses in Familienbesitz, dann wechselten die Eigentümer mehrfach, bis es 1842 an die Familie des Grafen Wimpffen kam. Diese renovierten das Schloss. Als sie später ihren Wohnsitz verlegten, begann es zu verfallen. Im Ersten Weltkrieg diente es als Flüchtlingsquartier, im Zweiten Weltkrieg war es erst Kriegsgefangenenlager und dann Kommandozentrale. In den letzten Kriegstagen wurde das Vorschloss durch Brandstiftung schwer beschädigt und nicht wieder aufgebaut. 1953 erwarb die Gemeinde Kleinschlag von Georg Graf Wimpffen das Schloss, nachdem die Grundstücke schon in den Jahren davor verkauft worden waren. Nachdem der Wiener Kunsthändler Cajetan Gril 1986 das Hauptschloss übernahm, renovierte er es und nutzt es für Ausstellungen und Konzerte.

### Bevölkerungsentwicklung

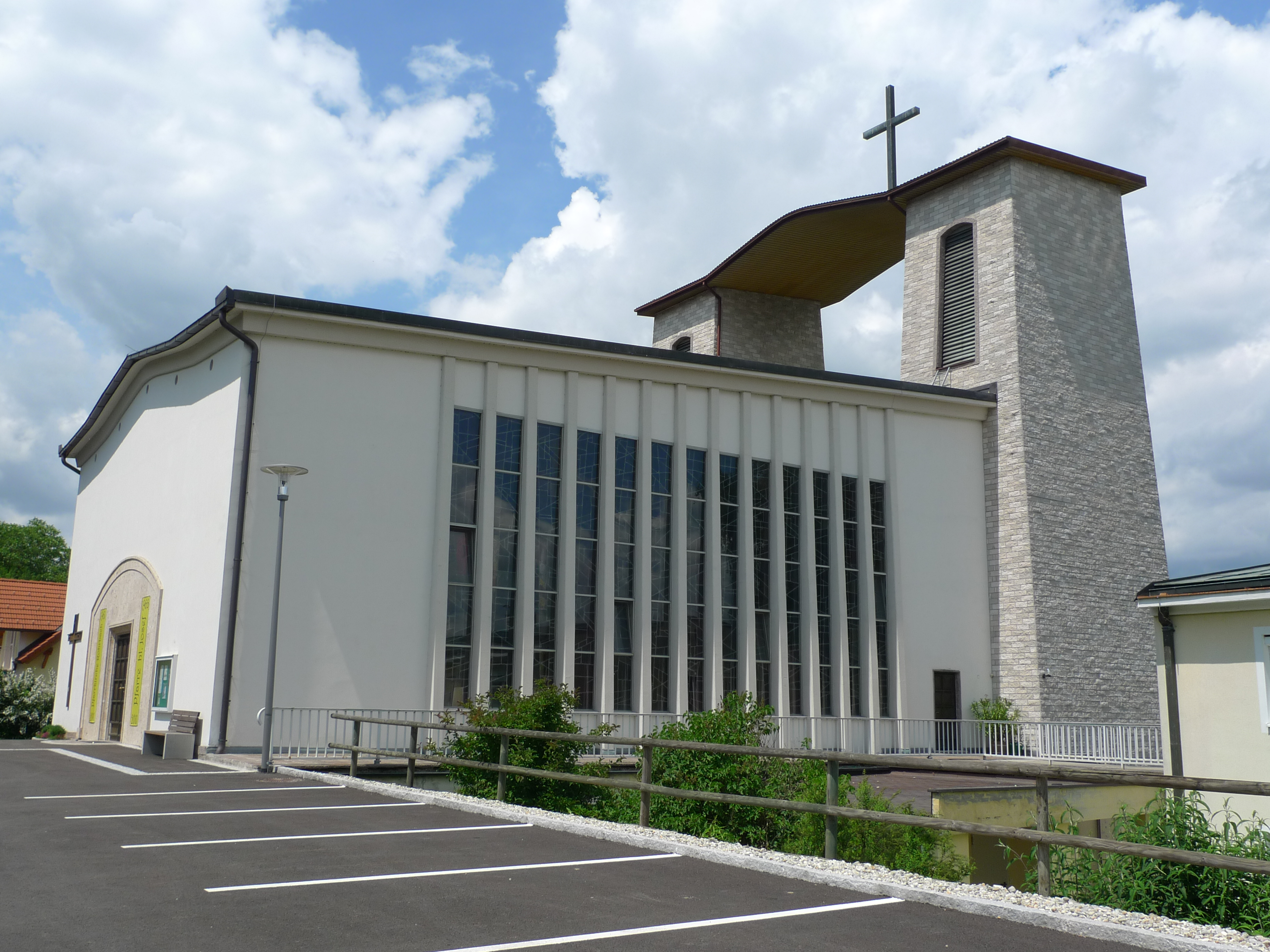
Pfarrkirche hl. Joseph der Arbeiter in Rohrbach an der Lafnitz

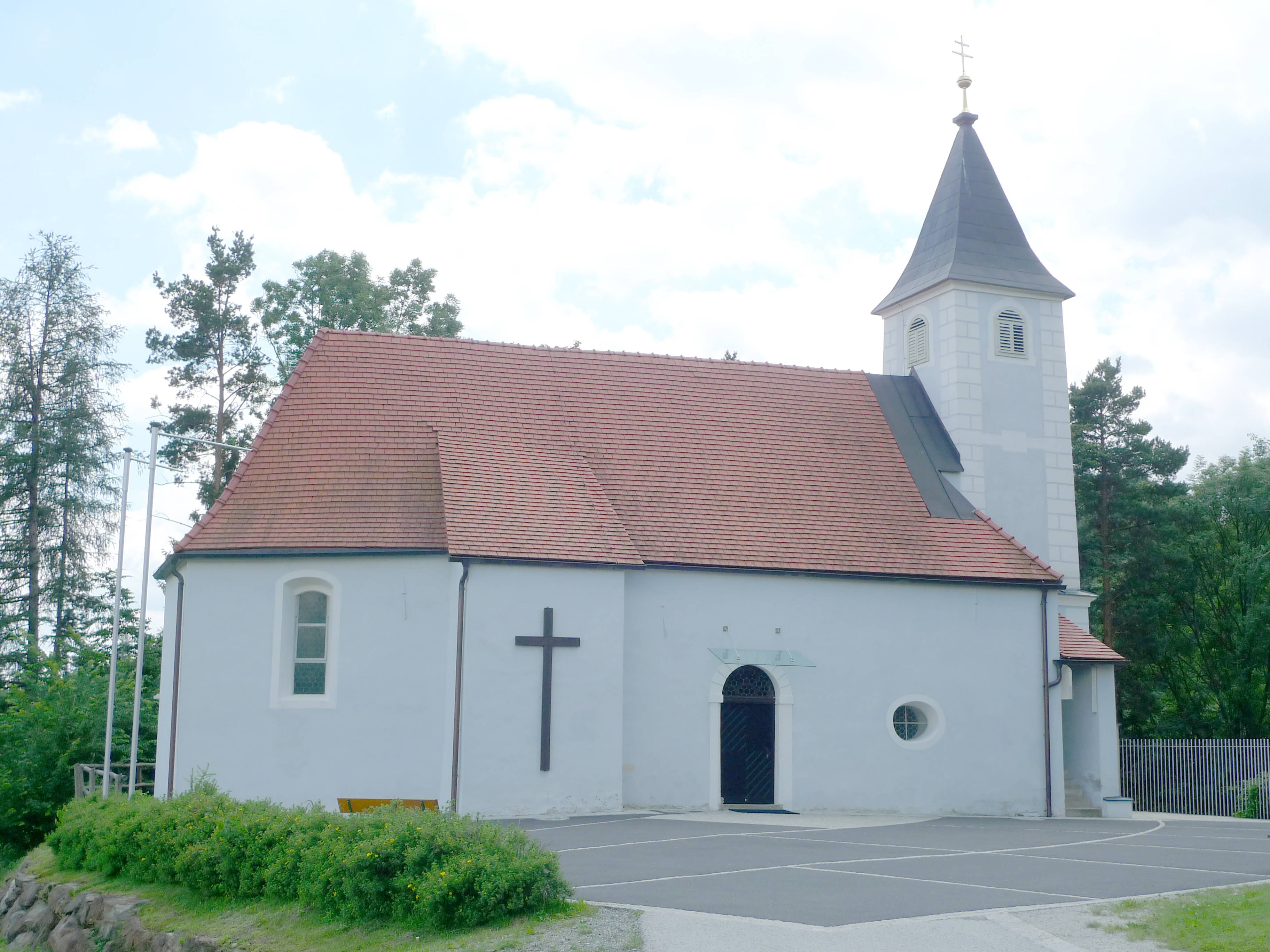
Pfarrkirche hl. Johannes der Täufer in Eichberg

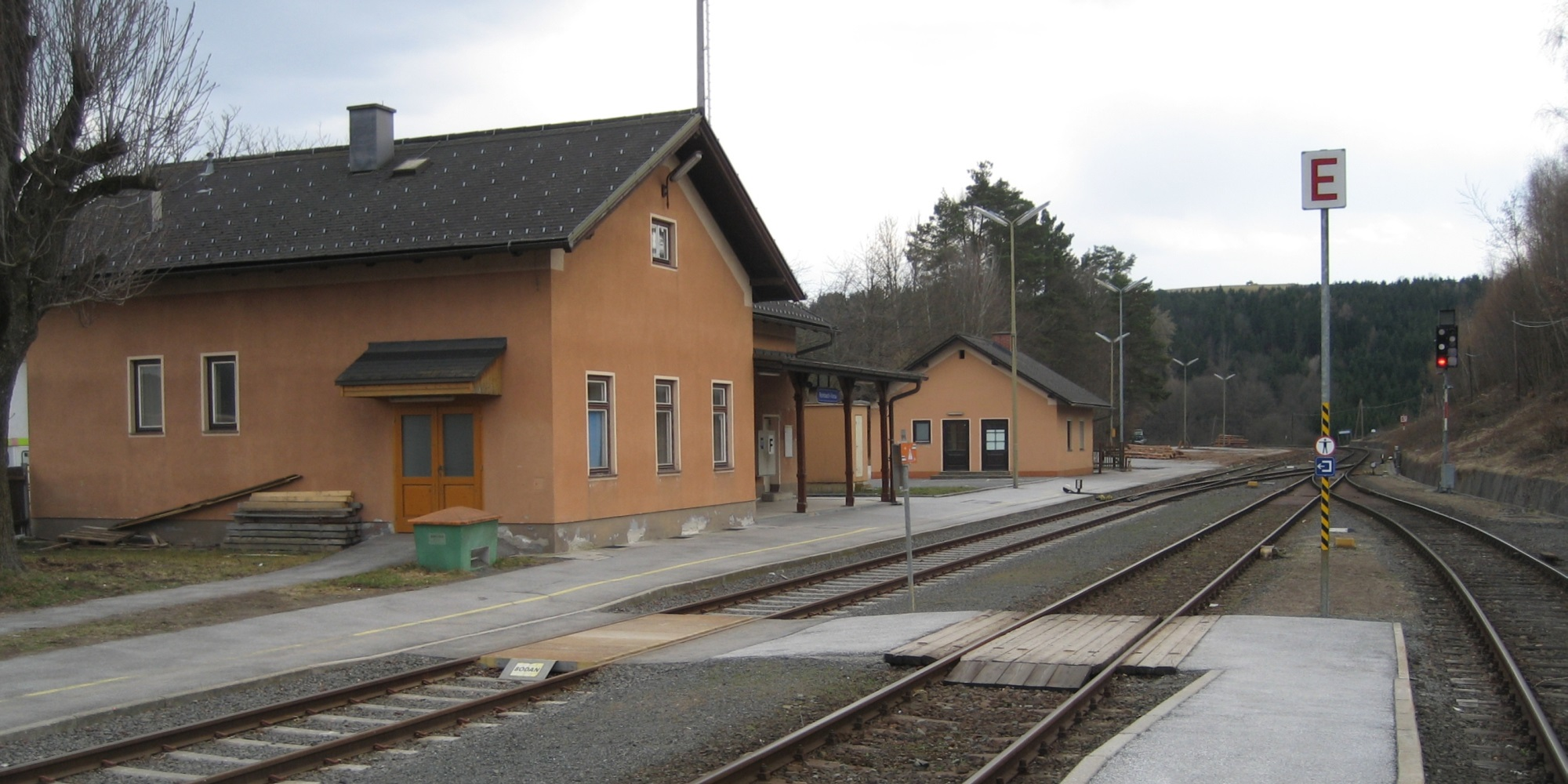
Bahnhof Rohrbach-Vorau

| Rohrbach an der Lafnitz: Einwohnerzahlen von 1869 bis 2024 | Rohrbach an der Lafnitz: Einwohnerzahlen von 1869 bis 2024 | Rohrbach an der Lafnitz: Einwohnerzahlen von 1869 bis 2024 | Rohrbach an der Lafnitz: Einwohnerzahlen von 1869 bis 2024 | Rohrbach an der Lafnitz: Einwohnerzahlen von 1869 bis 2024 |
| ---------------------------------------------------------- | ---------------------------------------------------------- | ---------------------------------------------------------- | ---------------------------------------------------------- | ---------------------------------------------------------- |
| Jahr                                                       |                                                            |                                                            |                                                            | Einwohner                                                  |
| 1869                                                       | 1869                                                       |                                                            | 1.296                                                      | 1.296                                                      |
| 1880                                                       | 1880                                                       |                                                            | 1.373                                                      | 1.373                                                      |
| 1890                                                       | 1890                                                       |                                                            | 1.390                                                      | 1.390                                                      |
| 1900                                                       | 1900                                                       |                                                            | 1.350                                                      | 1.350                                                      |
| 1910                                                       | 1910                                                       |                                                            | 1.596                                                      | 1.596                                                      |
| 1923                                                       | 1923                                                       |                                                            | 1.650                                                      | 1.650                                                      |
| 1934                                                       | 1934                                                       |                                                            | 1.982                                                      | 1.982                                                      |
| 1939                                                       | 1939                                                       |                                                            | 1.968                                                      | 1.968                                                      |
| 1951                                                       | 1951                                                       |                                                            | 2.106                                                      | 2.106                                                      |
| 1961                                                       | 1961                                                       |                                                            | 2.413                                                      | 2.413                                                      |
| 1971                                                       | 1971                                                       |                                                            | 2.615                                                      | 2.615                                                      |
| 1981                                                       | 1981                                                       |                                                            | 2.716                                                      | 2.716                                                      |
| 1991                                                       | 1991                                                       |                                                            | 2.828                                                      | 2.828                                                      |
| 2001                                                       | 2001                                                       |                                                            | 2.860                                                      | 2.860                                                      |
| 2011                                                       | 2011                                                       |                                                            | 2.784                                                      | 2.784                                                      |
| 2021                                                       | 2021                                                       |                                                            | 2.649                                                      | 2.649                                                      |
| 2024                                                       | 2024                                                       |                                                            | 2.623                                                      | 2.623                                                      |
| Quelle(n): Statistik Austria, Gebietsstand 1.1.2021        |                                                            |                                                            |                                                            |                                                            |

## Kultur und Sehenswürdigkeiten
- in Eichberg
  - Pfarrkirche hl. Johannes der Täufer
  - Schloss Aichberg
- in Rohrbach an der Lafnitz
  - Pfarrkirche hl. Josef der Arbeiter

## Wirtschaft und Infrastruktur

### Verkehr
Rohrbach an der Lafnitz ist verkehrsgünstig gelegen. Das Gemeindegebiet wird von der hier gut ausgebauten Wechsel Straße B 54 von Wiener Neustadt nach Hartberg tangiert. Die Süd Autobahn A 2 von Wien nach Graz ist etwa zehn Kilometer entfernt und über die Anschlussstelle Friedberg/Pinggau (exit 95) zu erreichen.
Rohrbach ist durch den Haltepunkt „Rohrbach-Vorau“ an das Eisenbahnnetz angeschlossen. Hier besteht Zugang zur Thermenbahn mit zweistündlichen Regionalzug-Verbindungen nach Wien und Hartberg.
Der Flughafen Graz und der Flughafen Wien-Schwechat sind jeweils etwa 100 km entfernt.

### Bildung
In Rohrbach an der Lafnitz befinden sich zwei Kindergärten, zwei Volksschulen und eine Neue Mittelschule.

### Ansässige Unternehmen
In Rohrbach an der Lafnitz befinden sich mehrere ansässige Unternehmen verschiedener Branchen (produzierendes/verarbeitendes Gewerbe, Handel sowie Dienstleistungen).

### Behörden, Institutionen
In Rohrbach an der Lafnitz befindet sich eine Polizeiinspektion.

## Politik

### Bürgermeister
In der konstituierenden Sitzung des Gemeinderats im April 2015 wurde der Gemeindesekretär und Standesbeamte Günter Putz (SPÖ), der bereits bis 31. Dezember 2014 der Gemeinde Rohrbach an der Lafnitz als Bürgermeister vorstand, erneut zum Bürgermeister gewählt.
Günther Simon (SPÖ), der die Geschäfte der fusionierten Gemeinde seit 1. Jänner als Regierungskommissär führte, wurde zum Vizebürgermeister gewählt.

### Gemeinderat
Der Gemeinderat besteht aus 15 Mitgliedern.
- Gemeinderatswahlen in der Steiermark 2015: SPÖ 9, ÖVP 4, FPÖ 2.[15]
- Gemeinderatswahlen in der Steiermark 2020: SPÖ 9, ÖVP 5, FPÖ 1.[16]
- Gemeinderatswahlen in der Steiermark 2025: SPÖ 7, ÖVP 5, FPÖ 3.[1]

### Wappen

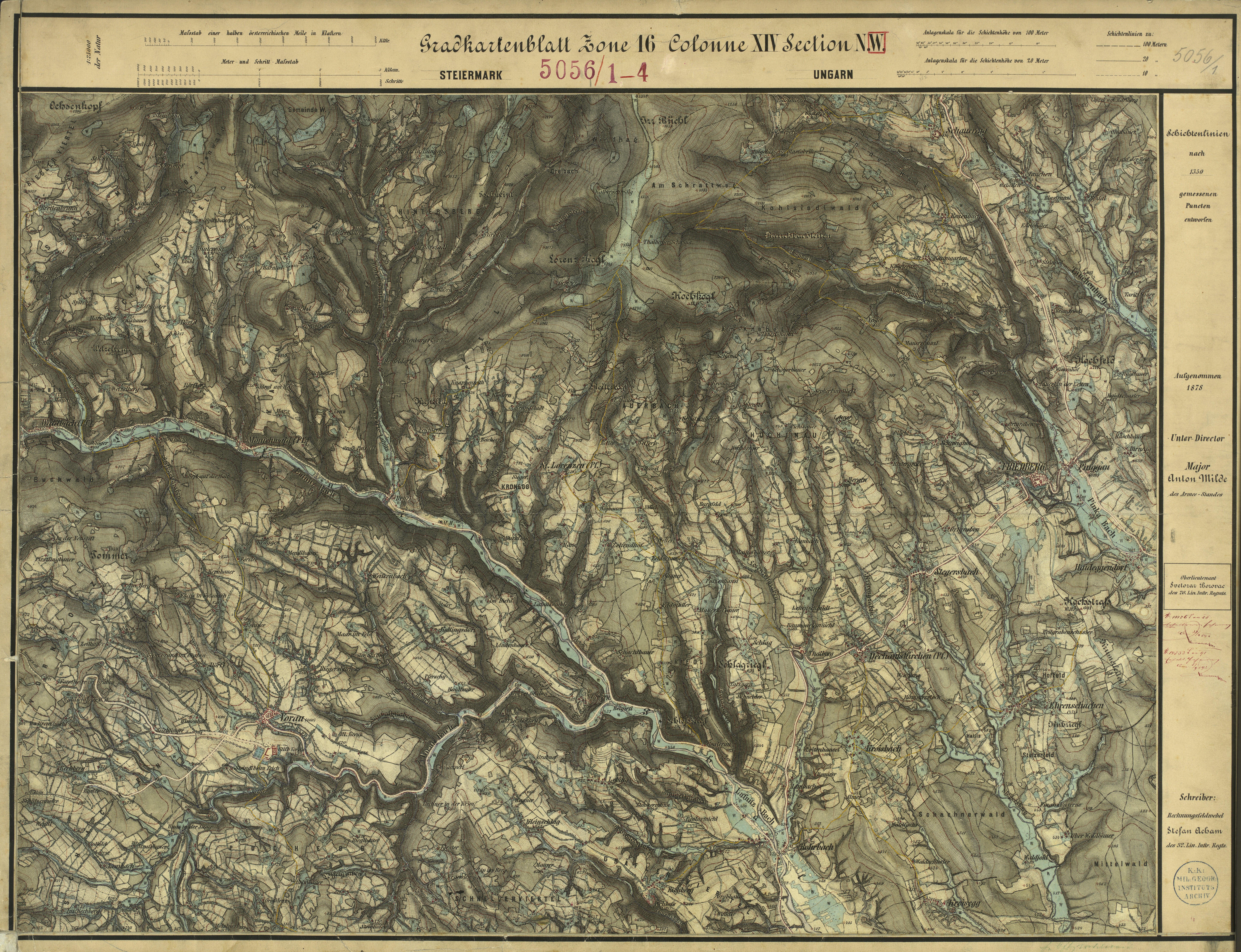
Rohrbach (rechts unten) um 1878 (Aufnahmeblatt der Landesaufnahme)

Wappen der Vorgängergemeinden
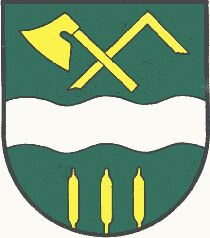
Rohrbach an der Lafnitz
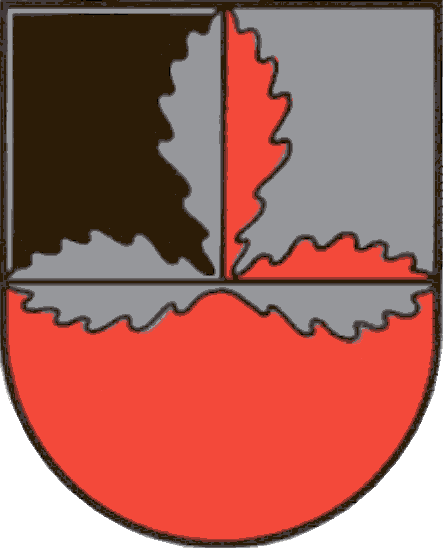
Eichberg

Beide Vorgängergemeinden hatten ein Gemeindewappen. Wegen der Gemeindezusammenlegung verloren diese mit 1. Jänner 2015 ihre offizielle Gültigkeit. Die Neuverleihung des Gemeindewappens für die Fusionsgemeinde erfolgte mit Wirkung vom 20. April 2017.
Blasonierung (Wappenbeschreibung):
„In blauem Schild über grünem Schildfuß aus einem erniedrigten silbernen Wellenbalken wachsend drei goldene, je zweifach beblätterte Rohrkolben.“

## Ehrenbürger
- 1984 Hans Gross (1930–1992), Landeshauptmann-Stellvertreter